# Sánta Kutya díj
A Sánta Kutya díjat 1996–2016 között azok kapták, akik a Magyar Cenzúra Napjának Ünnepélyét Szervező Bizottság szerint félrevezetik az országot. A bizottság szóvivője egy időben Czakó Gábor, tagjai Alexa Károly, Jakab Bori, Kocsis Tamás, Kindler József, Segesdi György, Szalay Károly, valamint Szikora József voltak. A bizottság minden péntek 13-án ítélte oda a díjat.

## Díjazottak
| Év    | Dátum          | Díjazott(ak)                                                             | Indoklás | Forrás |
| ----- | -------------- | ------------------------------------------------------------------------ | --- | ------ |
| 1998. | március 13.    | Demszky Gábor                                                            | „Budapest főpolgármesterét választási programjáért és teljesítményéért.” | [ 1 ]  |
| 1999. | augusztus 13.  | A TV2 televízió                                                          | „Az úgynevezett „dávodi kislány”-ügy manipulálásával melynek során a közönség jelentős részével sikerült elhitetniük, hogy „szép a rút és rút a szép”, az angyalcsinálás jog, mi több, kötelesség, a tiszta beszéd elfogult, a szabadság egyenlő a szabadossággal; s ezzel mintát teremtett a többi médiumnak.” | [ 2 ]  |
| 2000. | október 13.    | Az Orbán-kormány kulturális kormányzata                                  | „A Nemzeti Színház témájára írt rémregényéért, mellyel sikerült megoldania az elődeitől örökölt „helyzet fokozását” – az épület fölrobbantásától a nemzeti színjátszás elsorvasztásán keresztül eljutott a Nemzeti Színház megszüntetéséig, végezetül pedig részvénytársaságosításáig.” | [ 3 ]  |
| 2001. | július 13.     | Bolgár György                                                            | „Beszéljük meg című rádióműsoráért, mellyel évek hosszú során át látta el a magyar közönséget gumicsontokkal, s a hallgatók becsületérzékét nem kímélve fáradozott azon, hogy saját politikai elfogultságait a köz vélekedésévé manipulálja.” | [ 4 ]  |
| 2002. | szeptember 13. | Kende Péter                                                              | „Az elemi együttélési normákat fölrúgó, a nyilvános szólás minimumát sem elérő, hazugságot és gyűlöletet gerjesztő munkálkodásáért, amellyel – az indoklás szerint – sikerült az idei választási kampány legmélyebb pontját elérnie.” | [ 5 ]  |
| 2002. | december 13.   | Pintér Dezső a TV2 elnöke                                                | „Korszaknyitó lépését, mellyel meghonosította Magyarországon az Orwell-i rémlátomást (Big Brother), és vágyottá tette az ember megalázottságát. Jobb sorsra érdemes milliók szemében életszükségletté emelte a hamisított világot és annak kukkolását, hogy kirekessze őket a valódi életből.” | [ 6 ]  |
| 2003. | június 13.     | Jancsó Miklós és Konrád György                                           | „Az egészséges magyar ifjúságnak az életből való kikapcsolása érdekében kifejtett lelkes kábítószeres hittérítő munkájáért.” | [ 7 ]  |
| 2004. | február 13.    | Medgyessy Péter kormánya                                                 | „A kormány magát s az országot nem kímélve lankadatlanul munkálkodott szavai és tettei közti szakadék mélyítésén...” | [ 8 ]  |
| 2004. | augusztus 13.  | Bárándy Péter                                                            | „Kérlelhetetlen igazmondásával, melyet a Kulcsár- és K&H-botrányban tanúsított.” | [ 9 ]  |
| 2005. | május 13.      | Gyurcsány Ferenc                                                         | „A K&H ügyben játszott nyílt és lovagias szerepéért, valamint „felelős hazafiságáért”, mellyel a nemzet újraegyesülését a 2004. december 5-i népszavazás előtti agitációjával megakadályozta, Károlyi Mihály, Rákosi Mátyás és Kádár János méltó örököseként.” | [ 10 ] |
| 2006. | január 13.     | SZDSZ                                                                    | „Acélos következetességű antikommunizmusa, a nemzeti egységárok megteremtése és karbantartása, a család, a hit és az erkölcs buzgó pártfogása, felfokozott turulizmusa, a gondolatrendőrség példás megszervezése és üzemeltetése miatt.” | [ 11 ] |
| 2006. | október 13.    | A magyar Országgyűlés 207 fős többsége 2006-ban                          | „A nemzeti gyásznapunk ünnepe keltette lelkesedésében határozatba foglalta, hogy hazánkban a kormányzati hatalom csalárdsággal is megszerezhető és megtartható. Döntésének összértéke 2006 fletó, melyet egymás közt testvériesen eloszthatnak.” | [ 12 ] |
| 2007. | április 13.    | Gergényi Péter                                                           | „Az 1956-os forradalom évfordulóján rendezett jogszerű vérfürdőért; az emberbarát lovasrohamért, a szakszerűen letagadott viperáért, a nemzeti jelképek igényes tiprásáért, és egyáltalán az azonosító nélküli sánta kutya futtatásért.” | [ 13 ] |
| 2007. | július 13.     | Horn Gyula                                                               | „A felelőtlenné vált honi közbeszéd legfőbb megalapozója.” | [ 14 ] |
| 2007. | július 13.     | Hans-Dietrich Genscher                                                   | „Akik idejöttek, hogy a magyar hazugságfürdőben alkotóan élvezkedjenek.” | [ 14 ] |
| 2007. | július 13.     | Mihail Gorbacsov                                                         | „Akik idejöttek, hogy a magyar hazugságfürdőben alkotóan élvezkedjenek.” | [ 14 ] |
| 2007. | július 13.     | Szigeti Péter                                                            | „A népakarat ügyes és demokratikus gáncsolgatása miatt.” | [ 14 ] |
| 2008. | május 13.      | Hiller István                                                            | „A Magyar Cenzúra Napjának Ünnepélyét Szervező Bizottság a Hiller tanminiszter vizsgálóbizottsága jelentésének tanulmányozása során megállapította, hogy Böszmia-Hencegovinában, a nagy újító Dzsugasvilitől számított II. József reform-országlása idején a tanárok leleményesen veretni kezdték magukat diákjaik által előre meghatározott körzetekben.”                                                                                  | [ 15 ] |
| 2009. | február 13.    | A magyar irodalom történetei                                             | „Nemzeti kultúránk és oktatásunk tudatos rombolásában buzgalommal csákányozó [...] vállalkozás” | [ 16 ] |
| 2009. | március 13.    | Draskovics Tibor                                                         | „A ciános Kuncze nyomdokain járva az igazságtalanságszolgáltatásban és a közrendrombolásban is maradandót alkotott” | [ 17 ] |
| 2009. | március 13.    | A Medgyessy-, az Első és Második Gyurcsány- valamint a Bajnai-kormány    | „Az ország megnyomorítását, nemzetközi lejáratását és kiszolgáltatását sikerként ünneplik” | [ 18 ] |
| 2010. | augusztus 13.  | Simor András                                                             | „A Magyar Cenzúra Napjának Ünnepélyét Szervező Bizottság megfontolván az IMF nemes javaslatát, hogy a sarcoló bankok helyett továbbra is a sarcolt nép sarcoltassék, és Simor András bankelnök e sarc további haszonélvezője lehessen, e humanista in-shore helytartónak adja az idei Sánta Kutya díjat, egyúttal Sánta Kutya Életműdíjban részesíti Biszku Bélát, aki a vörös csillagot is le tudja hazudni a Szabadság szobor tetejéről.” | [ 19 ] |
| 2010. | augusztus 13.  | Biszku Béla                                                              | „A Magyar Cenzúra Napjának Ünnepélyét Szervező Bizottság megfontolván az IMF nemes javaslatát, hogy a sarcoló bankok helyett továbbra is a sarcolt nép sarcoltassék, és Simor András bankelnök e sarc további haszonélvezője lehessen, e humanista in-shore helytartónak adja az idei Sánta Kutya díjat, egyúttal Sánta Kutya Életműdíjban részesíti Biszku Bélát, aki a vörös csillagot is le tudja hazudni a Szabadság szobor tetejéről.” | [ 19 ] |
| 2011. | május 13.      | Heller Ágnes                                                             | „A pszeudoszophia nagyasszonyának, aki Brüsszelben tette föl nyílegyenes pályafutásának koronájára a pontot, midőn hitet tett arról, hogy nem látja meg mások szemében a golyót.” | [ 20 ] |
| 2012. | január 13.     | Lehet Más a Politika                                                     | „Látván, hogy a Lehet Más a (gyöngyös) Pata - az SZDSZ legújabb generációjaként - mindig kiállt azért, ami Másnak jó, de cigánynak, magyarnak stb. egyaránt rossz.” | [ 21 ] |
| 2012. | április 13.    | Göncz Kinga és „társai”                                                  | "Elévülhetetlen érdemeiket az Európai Unió intézményeiben kifejtett folyamatos magyarellenes rágalmazásaikkal szerezték." | [ 22 ] |
| 2012. | július 13.     | Glatz Ferenc                                                             | "Azért a kiváló buzgalmáért, mellyel az elmúlt két esztendő során csak a füle botját mozgatta, s a szerb félre bízta az 1944-45-ös, több tízezer áldozattal járó magyarírtás kivizsgálását – folytatva az ügy eljelentéktelenítését, s úgy téve, mintha a magyar fél nem tett volna eleget már 1942-től kezdve a délvidéki tragédiákkal kapcsolatban reá háruló kötelezettségeinek."                                                        | [ 23 ] |
| 2013. | szeptember 13. | Krausz Tamás                                                             | "A magyar megszálló csapatok a Szovjetunióban című kiadvány Az elhallgatott népirtás című előszaváért, amelyben az aggódókat megnyugtatta: a sztálinizmus biz’ vígan él köztünk, hiszen Sztálint és államát élteti, kollektív bűnösnek kiáltva ki a II. világháborúban a keleti frontra kiküldött összes magyar katonát, az angyali szovjet háborús propaganda, és az ÁVH által kivett ütős vallomások alapján."                            | [ 24 ] |
| 2013. | szeptember 13. | ELTE                                                                     | "Tudományegyetemi kebelén melengeti Krausz professzort." | [ 24 ] |
| 2013. | szeptember 13. | L’Harmattan Kiadó                                                        | "E telivér halottgyalázást szokásos árainál lényegesen olcsóbban adja." | [ 24 ] |
| 2013. | december 13.   | Ismeretlen Magyar Bankár                                                 | "A honi bennszülöttek példátlan kizsigerelésére szolgáló devizahitelnek álcázott életszivattyú föltalálásért és alkalmazásáért. Egyúttal fölkéri a Magyar Bankszövetséget a díj kézbesítésére." | [ 25 ] |
| 2014. | június 13.     | akik szerint Magyarországot 1944. március 19-én nem szállták meg a nácik | – | [ 26 ] |
| 2015. | február 13.    | M. André Goodfriend                                                      | "Hazánkban ideiglenesen állomásozván úgy lubickolt a magyar politikában, mintha közülünk való volna – ezért annyira megszerettük őt, amennyire ő minket." | [ 27 ] |
| 2015. | március 13.    | Simicska Lajos                                                           | "A legendásan gazdag magyar káromlás szókincs egy szóra egyszerűsítőjének ítéli, mint a rágalmazás nagydoktorának." | [ 28 ] |
| 2016. | május 13.      | Fischer Iván                                                             | "Mélyszegénységi bizonyítványt állított ki magáról, midőn milliárdos hazai támogatást élvező nagyszerű zenekarát és annak föllépéseit pénztelenségre hivatkozva korlátozta." | [ 29 ] |

## Külső hivatkozások
- A Sánta Kutya-díj Czakó Gábor  honlapján
- 2011-es egyetlen Sánta Kutya Díj
- Mi az a Sánta Kutya-díj?
- Göncz Kingának és „társainak” ítélték az idei második Sánta kutya-díjat